# ハイノ

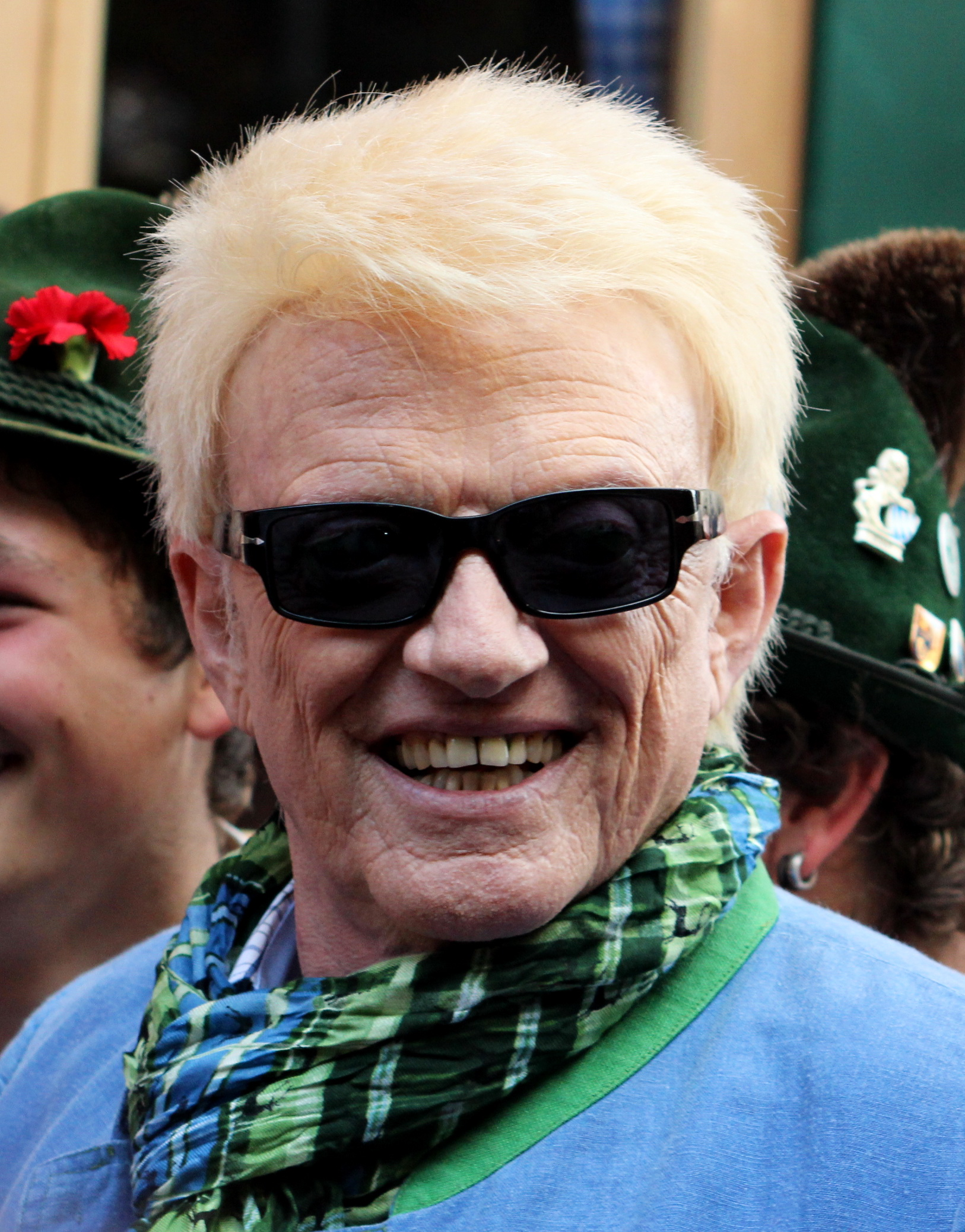
ハイノ（2012年のオクトーバーフェストで）

ハイノ（ドイツ語: Heino、1938年12月13日 - ）は、ドイツのバリトン歌手。シュラーガー歌手。ドイツの国民的歌手。本名はハインツ・ゲオルグ・クラム（Heinz Georg Kramm）。

## 来歴
1938年12月13日、デュッセルドルフ・オーベルビルク（Düsseldorf-Oberbilk）生まれ。父は歯科医。
バセドウ病のため、1970年代以降はサングラスをかけている。
1972年には自身の代表曲となる「リンドウの青い花」（Blau blüht der Enzian）をヒットさせ、1975年にリリースした彼の歌手25周年記念のレコーディング「ハイノ：彼の成果」（Heino - seine Großen Erfolge）は150万枚売れたといわれる。 
2013年にはラムシュタインの「ゾンネ」などドイツのロック・ヒットのカバー曲を中心に、それまでとは異なるバンドサウンドを前面に出したアルバム「フレンドリーな挨拶で」（Mit freundlichen Grüßen）をリリースして自身初のナンバーワンヒットを達成、さらに2014年12月には自身のヒット曲を中心にしたシュラーガーとヘヴィメタルの融合を試みたアルバム「リンドウの黒き花」（Schwarz Blüht der Enzian、タイトル曲は先述の「リンドウの青い花」のヘヴィ・メタルバージョンである）をリリース、2015年1月現在も精力的に活動している。